# Ustronie (województwo warmińsko-mazurskie)
Ustronie – osada w Polsce położona w województwie warmińsko-mazurskim, w powiecie gołdapskim, w gminie Banie Mazurskie, w sołectwie Gryżewo.
W latach 1975–1998 miejscowość należała administracyjnie do województwa suwalskiego.